# Wettsteinia schusteriana
Wettsteinia schusteriana là một loài rêu trong họ Adelanthaceae. Loài này được Grolle mô tả khoa học đầu tiên năm 1965. Danh pháp khoa học của loài này chưa được làm sáng tỏ. 